# Скань

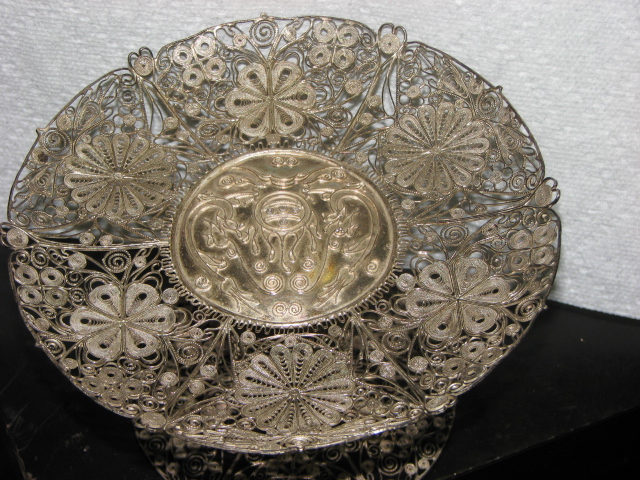
Филигрань

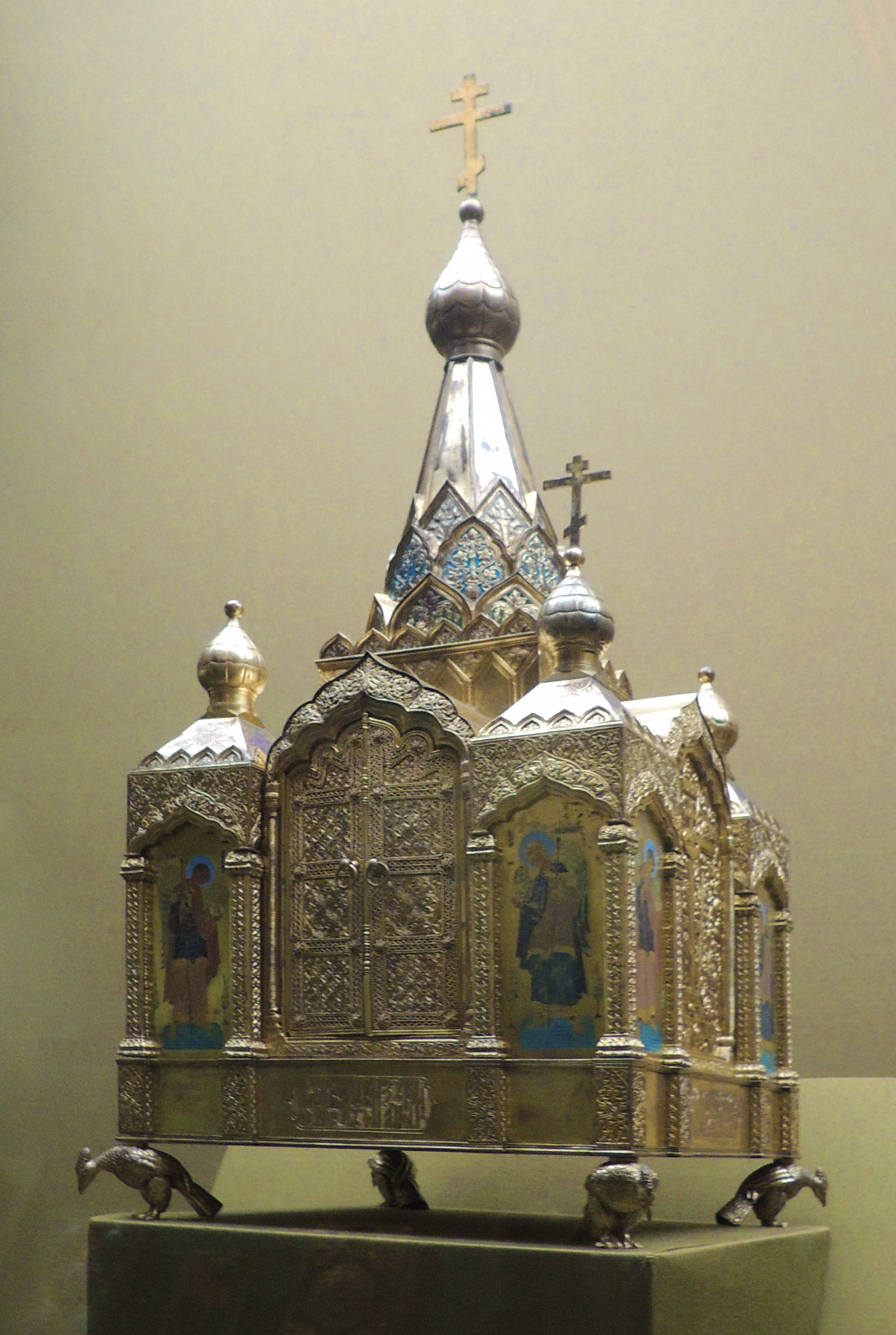
Дарохранительница

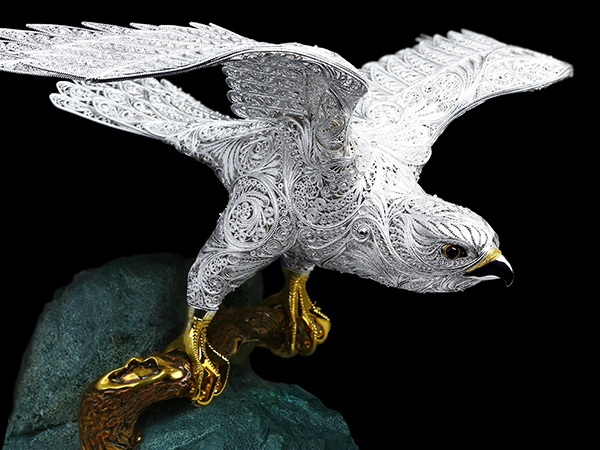
Сокол

Скань (восходит к др.-русск. съкань, от глагола съкати «сучить; свивать в одну нить несколько прядей»), филигрань — вид ювелирной техники: ажурный или напаянный на металлический фон узор из тонкой золотой, серебряной или медной проволоки, гладкой или свитой в верёвочки. 
Изделия из скани часто дополняются зернью (маленькие серебряные или золотые шарики) и эмалью. Мастеровой (специалист) по изготовлению скани на Руси (в России) назывался сканщиком. Так в Оружейной палате работали мастера алмазных дел, резных дел из кости, сканщики, портные, кружевники, посошники, чеботники, картузники, белильники и тому подобные.

## История
Изначально филигрань начали делать в Египте. Потом эту технику переняли греки, финикийцы и индийцы. Лишь потом восточными торговыми путями эта техника попала на Русь.
В Древней Руси техника скани стала использоваться с IX—X веков. Тогда витую проволоку для производства ещё не использовали, а применялись зерни. Изделия XII—XIII веков отличаются высоким качеством, в то время чаще стали использовать технологию напайной, а с XII века — ажурной и рельефной скани, в производстве стали использоваться камни.
На XV—XVI века приходится расцвет московской скани. Использовались разнообразные материалы: драгоценные камни, эмаль, дерево, резная кость. Самыми известными сканщиками в то время были Амвросий и Иван Фомин.
В XVIII—XIX веках изделия со сканью производились во многих художественных центрах России. Создавались как большие произведения искусства, так и небольшие изделия (вазочки, солонки, шкатулки). В производстве стали применять хрусталь и перламутр. С XIX века налажено промышленное производство в значительных масштабах с применением различных технологий. На фабриках производили посуду, церковную утварь, туалетные принадлежности.
В годы советской власти скань широко применялась в художественной промышленности (изделия Красносельского ювелирного завода в Костромской области, Мстёрской художественной фабрики «Ювелир» (с 1937 года) во Владимирской области, Ереванского ювелирного завода и многих других). Наряду с ювелирными украшениями изготавливались предметы быта: ажурные филигранные вазочки, подстаканники, миниатюрная скульптура и пр.